# ショッピングタウンピア
ショッピングタウンピアは、かつて福井県福井市二の宮二丁目にあったショッピングセンターである。
地元の専門店による地元商業組合法人の協同組合フクイショッピングプラザと、イオン（現在のイオンリテール）が共同で運営を行っていた。
なお、長野県下伊那郡阿智村に所在する同名の商業施設とは、資本、人材共に無関係である。

## 概要
1977年（昭和52年）11月23日に開店。同年2月設立のいとはんジャスコによる第1号店舗として開店した、専門店による組合と核テナントが同居した日本初のショッピングセンターである。3階建ての建物に、開業当時北陸地方（福井県・石川県・富山県）では最大となる約42,000平方メートルの敷地面積を持ち、約60店舗が入居。ジャスコは店舗北側の住関（生活用品）を取り扱うエリアを担当し、食品はユース運営の「ピアフードマート」が店舗南西側に入居する形となっていた。
このように特殊な形態を取った理由としては、当時隆盛を極めていたダイエーの県内進出を阻む動きとも関係しており、結果的にダイエーは地場スーパーのヤスサキとの提携で店舗を出店したものの、直営店舗が県内に開業することはなかった。この運営方法は「福井方式」と呼ばれるなど全国的にも注目を浴び、現在多数ある商業施設は福井県内を中心にこの方式に沿った形態のものが多い。
館内は噴水を備えた広場や吹き抜けを取り入れた構造となっている。周辺に大型店舗が少なかった関係で、商圏は石川県などの広域にまで及び、ピーク時の1992年（平成4年）には売上高が150億円を記録した。しかし、1990年代後半以降は近隣のみでもヤスサキ運営の「パワーシティワイプラザ福井店」や、ユニー（アピタ）が核テナントの「フェアモール福井」が相次いで開店。この影響で次第に来店者数が減少していったことから、「リニューアルオープンを執り行う」という名目で2003年（平成15年）5月12日に一旦閉店する。
しかし、同年7月28日に運営するフクイショッピングプラザが福井地方裁判所へ自己破産を申請したことにより、リニューアルの予定は全面的に白紙となった。閉店前後にはイオン（当時）との土地売却交渉を行っていると報じられていたものの、交渉が難航していた上、実際にはフクイショッピングプラザ独自での改装は閉店前の段階で断念しており、その後の先行きは不透明であった。建設費の返済に充てる目的で入居する組合員から徴収した“建設協力金”の返還訴訟も行われている。
その後は県内の12の商業者による「北部商業開発事業協同組合」が設立され、イオンと共同での再建を目指すも、実現されることはなかった。

### 閉店後

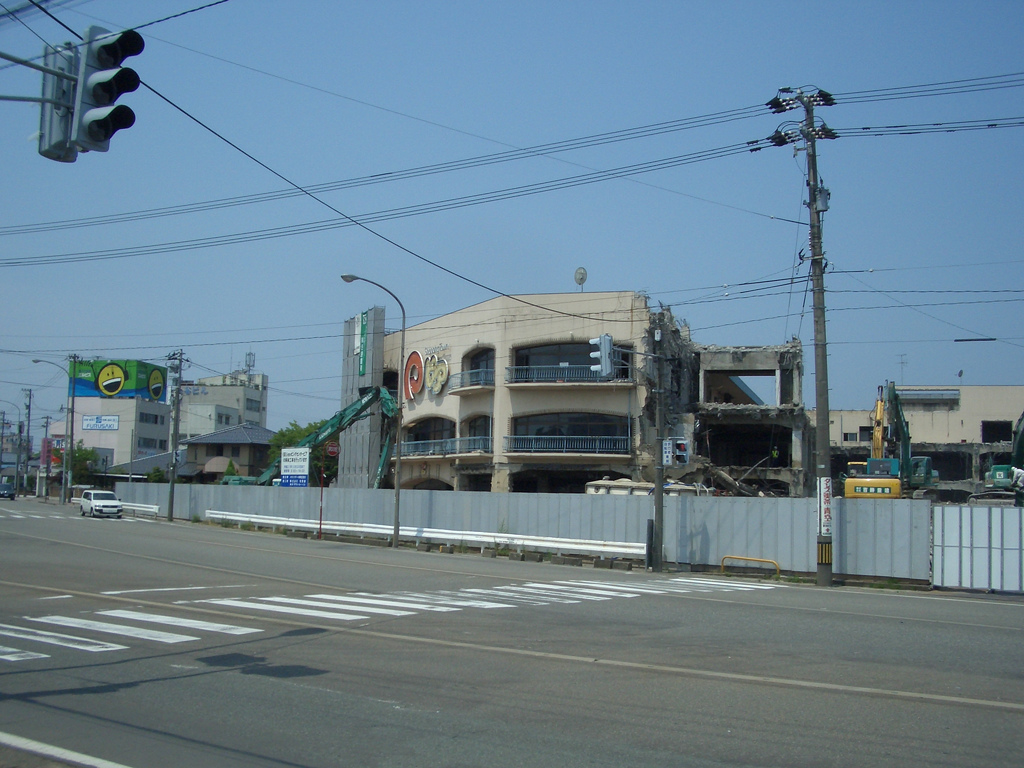
解体時の様子

一時期、東側駐車場が京福バスの駐車場として利用されたことがあった。その他、施設の西側にマンションが建設され、2008年（平成20年）4月には東側駐車場の一部に自動車販売店「Honda Cars福井南二の宮店」がオープンした。
2004年（平成16年）12月22日には、土地全体の約6割（旧フクイショッピングプラザ所有分）を「コパ（現在のラブリーパートナーエルパ）」を運営するフクイモールが12億3600万円で落札・所有したが、建物の解体について先行きが未定だったことで、2007年（平成19年）4月には運営していたイオンとフクイショッピングプラザに対し、建物の解体と土地の明け渡しを求める訴えを起こす。2008年（平成20年）12月24日に、福井地方裁判所はイオンの純粋持株会社化に伴う事業移管先のイオンリテールの責任で一部フクイモールと協同組合福井ショッピングモールが負担による建物の解体を前提とした和解勧告を出し、2009年（平成21年）4月24日に和解が成立した。これにより建物の解体が進められたことになったが、閉店から6年ものの間建物は事実上放置され廃墟状態にあった。
フクイモールは建物解体後の跡地に中規模のショッピングセンター「二の宮マーケットプレイス（仮称）」の開店を検討していたが、上記の明け渡しに関する問題から計画は頓挫し、2010年（平成22年）6月10日には同社所有分の土地を県内の不動産会社へ売却。同日にドラッグストアチェーンのゲンキーが土地の賃貸借契約締結を発表し、2011年（平成23年）5月26日に福井二の宮店としてオープンした。
これ以降、イオングループでは福井県へのスーパーマーケット出店を行っていなかったが、2021年（令和3年）7月にマックスバリュ北陸が「マックスバリュ九頭龍店（生鮮館）」を出店して18年ぶりに再進出した。同年12月までに5店舗を出店したが、いずれもホームセンターみつわあるいはウエルシア薬局に併設されている。2023年（令和5年）9月には福井県6店舗目にして初のマックスバリュ北陸直営店舗となる「マックスバリュエクスプレス鯖江下野田店」がオープンし、単独での新規出店も果たしている。
再進出後しばらくは総合スーパーの出店が行われなかったものの、2023年（令和5年）6月末頃、ピアの跡地から程近い西開発3丁目の「ラニイ福井貨物」の跡地に、小型の総合スーパー「イオンスタイル」を出店する事が地元メディアを通じて報じられた。同年10月30日にはイオンリテールから出店計画に関する正式なリリースが発表され、イオンスタイルを核店舗とする北陸地区初となる都市型ショッピングセンター「そよら福井開発」となることと、開業予定が2024年夏となることが明らかとなった。

## 沿革

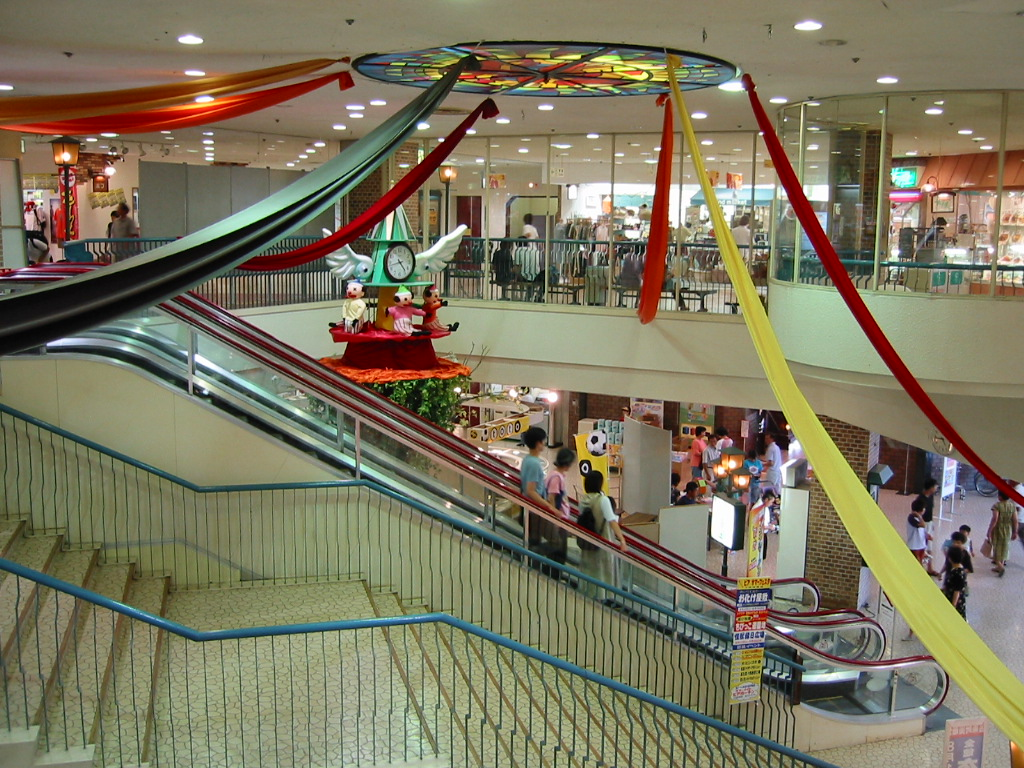
南東側（正面入口）吹き抜けの様子（2001年〈平成13年〉）

- 1976年（昭和51年）2月23日 - 協同組合フクイショッピングプラザ設立。
- 1977年（昭和52年）[1][2][3]11月23日 - ショッピングタウンピア開業[4]。
- 2003年（平成15年）
  - 5月12日 - ショッピングタウンピア閉店。
  - 7月28日 - フクイショッピングプラザが自己破産を申請[12]。
- 2005年（平成17年）5月11日 - 建物西側部分のみが解体される[要出典]。
- 2008年（平成20年）6月 - 建物上部にあった「ピア」の看板（巨大広告塔）のみが撤去される[要出典]。
- 2009年（平成21年）[1]
  - 4月24日 - 残った建物を解体することで和解成立。
  - 10月30日 - 建物解体完了[要出典]。
- 2010年（平成22年）6月10日 - 旧フクイショッピングプラザ所有分の土地を県内不動産会社へ売却[1]。